# 아르디피테쿠스 카다바
아르디피테쿠스 카다바는 멸종된 화석인류의 한 종으로 아르디피테쿠스속에 속한다. 2001년 일본 도쿄대학 쓰와 겐교수와 버클리 대학 팀 화이트 교수 팀이 에티오피아에서 발견한 580만~520만년 전의 화석인류이다. 완벽한 인골이 아닌 두개골과 파편이 발견되어 정확한 형상은 확인하기 어렵다. 어떤 이들은 아르디피테쿠스 라미두스의 아종으로 보기도 한다. 오로린 투게넨시스와 동시대에 살았던 것으로 추정된다.

## 같이 보기
- 아르디피테쿠스 라미두스
- 오로린 투게넨시스